# Predor Molpas
Skozi Predor Malpas vodi Canal du Midi pod hribom d'Ensérune v mestu Hérault v Franciji. Izkopan leta 1679, je bil prvi plovni predor na prekopu v Evropi in je spomenik odločnosti Pierra-Paula Riqueta, glavnega inženirja. Leži v občini Nissan-lez-Ensérune v bližini arheološkega najdišča Oppidum d'Ensérune.
Razočaranje je bilo veliko, ko so dela dosegla hrib d'Ensérune. Nekaj metrov kopanja v trdo skalo je razkrilo zelo krhek peščenjak, ki je bil podvržen plazenju. Colbert, predsednik vlade, je ustavil dela, ko se je seznanil s situacijo. Portal je bil blokiran, delo pa je bilo ponovno vzpostavljeno. Riquetovi nasprotniki so izkoristili to situacijo, da so ovirali projekt. Colbert je napovedal, da bo poslal kraljeve komisarje, da bodo odločili o prihodnosti prekopa. Nasvet Chevalierja de Clervilla, arhitekta Ludvika XIV. je bil, da na rajši prečkajo reko Aude in kot gradijo predor. Riquet pa je zagovarjal prednost predora zaradi dodatnih težav, ki bi jih ustvarilo prečkanje reke Aude.
Riquetov odziv je bil, da je prosil svojega glavnega gradbenika Pascala de Nissana, naj kljub nevarnosti porušitve v tajnosti nadaljuje z izgradnjo predora. V manj kot osmih dneh je bil predor dokončan z betonskim stropom. Predor je bil dolg 165 m, z lokom 8 m nad površino prekopa  in odstranil potrebo po dodatni zapornici.
Do izkopavanja predora Malpas v 17. stoletju je bil hrib že nekaj stoletij mesto predora, izkopanega v srednjem veku, da bi dreniral Étang de Montady ("ribnik Montady", drenažna laguna  ali natančneje nekdanje sladkovodno mokrišče, za katero velja, da so ga zgradili Vizigoti). Ta že obstoječi predor je bil Riquetu navdih za predor Malpas. V 19. stoletju je bil izkopan tretji predor, ki je šel skozi hrib d'Ensérune pod predorom Malpas, za  železniško progo Béziers – Narbonne.